# امامزاده اسماعیل (ابهر)

امامزاده اسماعیل بنایی است که در غرب شناط ابهر واقع شده‌است، این بنا مدفن اسماعیل است که بنابراقوال تذکره‌نویسان، نسب وی به اسماعیل بن ابو محمد جعفربن اسماعیل بن ابو علی حسن بن ابو علی محمد بن عبدالله بن احمد بن عبدالله علی بن الحسین بن زیدبن الحسن بن علی بن ابی طالب می‌رسد.
در برخی از تذکره‌ها آمده‌است که دفنامامزده اسماعیل در اوایل قرن ششم هجری بوده، لکن سبک معماری نشان دهنده احداث بنا در قرن نهم هجری است و تزئینات هم مربوط به دوره صفویه است.

## جزئیات بنا

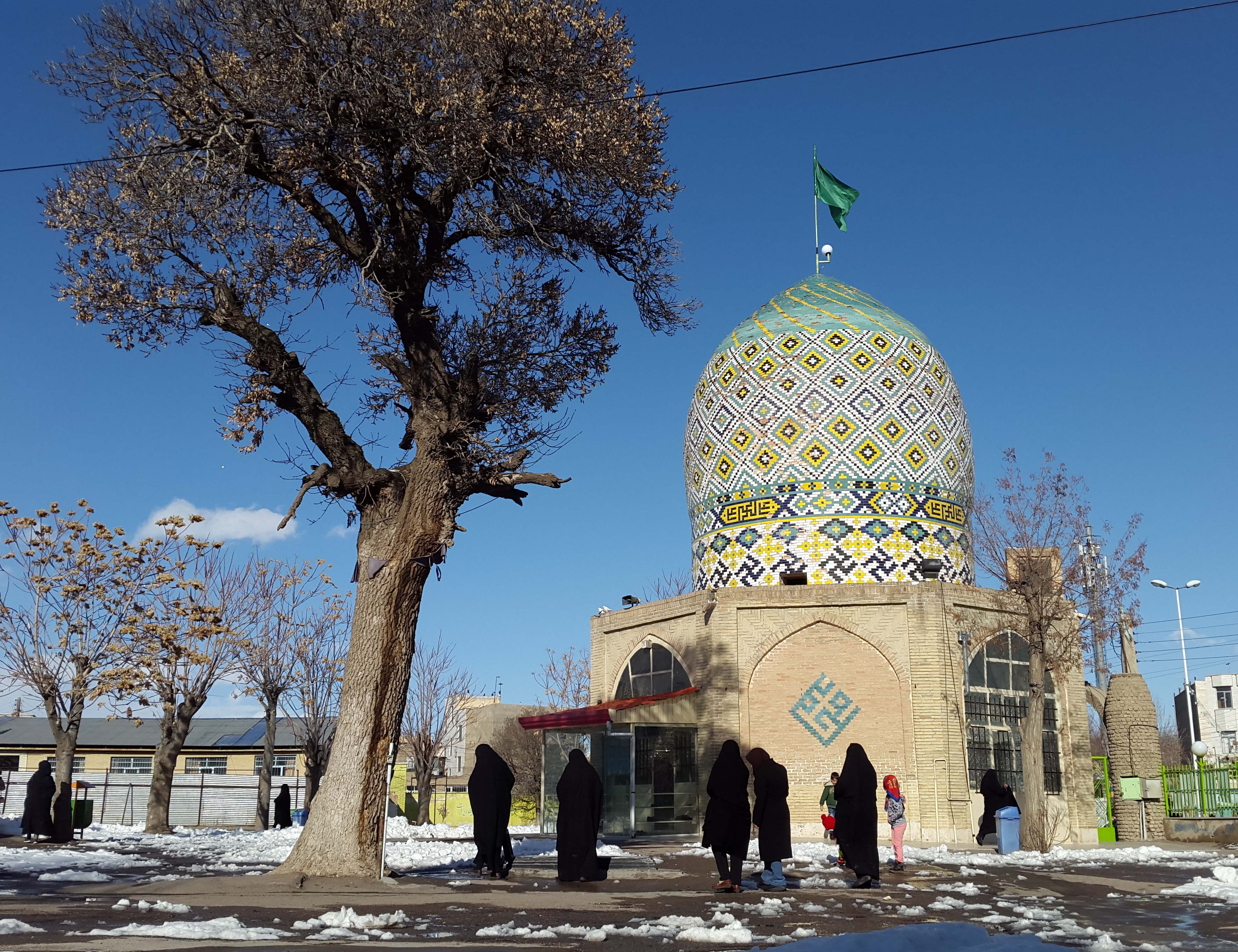
نمایی از امامزاده در فصل زمستان

بنای این بقعه از بیرون به شکل هشت ضلعی بنا شده (هر ضلع آن ۶متر طول دارد) و در داخل به مربع تبدیل می‌شود، بنا از آجر ساخته شده و اضلاع هشت‌گانه یک در میان بطور قرینه از چهار ایوان با ورودی به شبستان بقعه تشکیل شده و این ایوان‌ها به سبک قوسهای جناقی ساخته شده‌اند، تزئینات ایوانها مقرنس‌های گچی و کاربندهای گچی و گره سازی است؛ در داخل بنا گچ کاری و آئینه کاری بسیار زیبایی متشکل از گل و بوته‌های اسلیمی است ، منتهی الیه گنبد با خطوط مورب و موازی به کاشی‌های رنگی مزین است.

## ثبت ملی
این بنا تحت شماره ۱۰۱۴ در فهرست آثار ملی به ثبت رسیده‌است.